# 波兰统一工人党中央委员会第一书记
波兰统一工人党中央委员会第一书记，是波兰统一工人党领导人的职称，统一工人党（PZPR，1948年12月21日前为波兰工人党）是于1944年12月31日在苏联扶植下成立起来波兰人民共和国的执政党，同时它也从1945年7月6日起被美国和英国所承认。第一书记一职更是全国政治权力的中心，它也成为了波兰“事实上”的独裁者，直到1989年7月恢复波兰总统职位为止。

## 历任第一书记
| #        | 姓名                  | 肖像 | 就任           | 离任           | 備註     |
| -------- | --------------------- | ---- | -------------- | -------------- | -------- |
| 1（1任） | 瓦迪斯瓦夫·哥穆尔卡   |      | 1943年11月23日 | 1948年9月3日   |          |
| 2        | 博莱斯瓦夫·贝鲁特     |      | 1948年9月3日   | 1956年3月12日  | 逝于任上 |
| 3        | 爱德华·奥哈布         |      | 1956年3月12日  | 1956年10月21日 |          |
| 4（2任） | 瓦迪斯瓦夫·哥穆尔卡   |      | 1956年10月21日 | 1970年12月20日 |          |
| 5        | 爱德华·吉瑞克         |      | 1970年12月20日 | 1980年9月6日   |          |
| 6        | 斯坦尼斯瓦夫·卡尼亚   |      | 1980年9月6日   | 1981年10月18日 |          |
| 7        | 沃依切赫·雅鲁泽尔斯基 |      | 1981年10月18日 | 1989年7月29日  |          |
| 8        | 米奇斯瓦夫·拉科夫斯基 |      | 1989年7月29日  | 1990年1月27日  |          |